# Conflict: Middle East
Conflict: Middle East est un jeu vidéo de type wargame créé par Norm Koger et publié par Strategic Simulations en 1991 sur IBM PC puis porté sur Amiga. Le jeu se déroule en 1973 et simule la guerre du Kippour ainsi qu’un conflit israélo-arabe hypothétique. Il peut se jouer seul, contre l’ordinateur, ou à deux et permet de commander les forces Arabes ou Israéliennes,.

## Système de jeu
Conflict: Middle East est wargame qui simule, au niveau opérationnel, la guerre du Kippour et un conflit hypothétique entre arabes et israéliens en 1990. Il peut se jouer seul contre l’ordinateur ou à deux, sur la même machine. Le joueur peut commander les forces israéliennes ou celles des états arabes. Dans le premier cas, il doit se défendre sur deux fronts et empêcher les forces arabes d’envahir son territoire. Dans le second, il tente de briser les défenses israéliennes et d’envahir le pays.  Le jeu se déroule au tour par tour, chaque tour représentant une durée de douze heures. La partie se déroule sur une carte centrée sur Israël, de Damas au nord, à Le Caire au sud. La carte est divisée en cases hexagonales, qui représentent une distance d’environ 10 kilomètres. 

## Publication
Développé par Norm Koger, Conflict: Middle East est publié par Strategic Simulations en 1991 sur IBM PC et sur Amiga.

## Accueil
| Conflict: Middle East |      |       |
| Média                 | Pays | Notes |
| Amiga Action          | GB   | 74 %  |
| Amiga Power           | GB   | 68 %  |
| CGW                   | US   | 3/5   |